# Donald Tardy
Donald Tardy (Florida, SAD, 28. siječnja 1970.) američki je bubnjar i glazbenik, najpoznatiji kao bubnjar death metal-sastava Obituary. Brat je pjevača Johna s kojim je 1984. godine osnovao Obituary, a od 2009. zajedno nastupaju i u sastavu Tardy Brothers. Također je bio član sastava Meathook Seed.

## Diskografija
Obituary (1984. – 1997., 2003. – danas)
- Slowly We Rot (1989.)
- Cause of Death (1990.)
- The End Complete (1992.)
- Don't Care (1994.) (EP)
- World Demise (1994.)
- Back from the Dead (1997.)
- Dead (1998.) (koncertni album)
- Anthology (2001.) (kompilacija)
- Frozen in Time (2005.)
- Frozen Alive (2006.) (videoalbum)
- Xecutioner's Return (2007.)
- The Best of Obituary (2008.) (kompilacija)
- Left to Die (2008.) (EP)
- Darkest Day (2009.)
- Inked in Blood (2014.)
- Obituary (2017.)

Tardy Brothers (2008. – danas)
- Bloodline (2009.)

Meathook Seed (1992. – 1993.)
- Embedded (1993.)